# Floyd County (Texas)
Floyd County je okres ve státě Texas v USA. K roku 2010 zde žilo 6 446 obyvatel. Správním městem okresu je Floydada. Celková rozloha okresu činí 2 572 km².